# Opălčenci

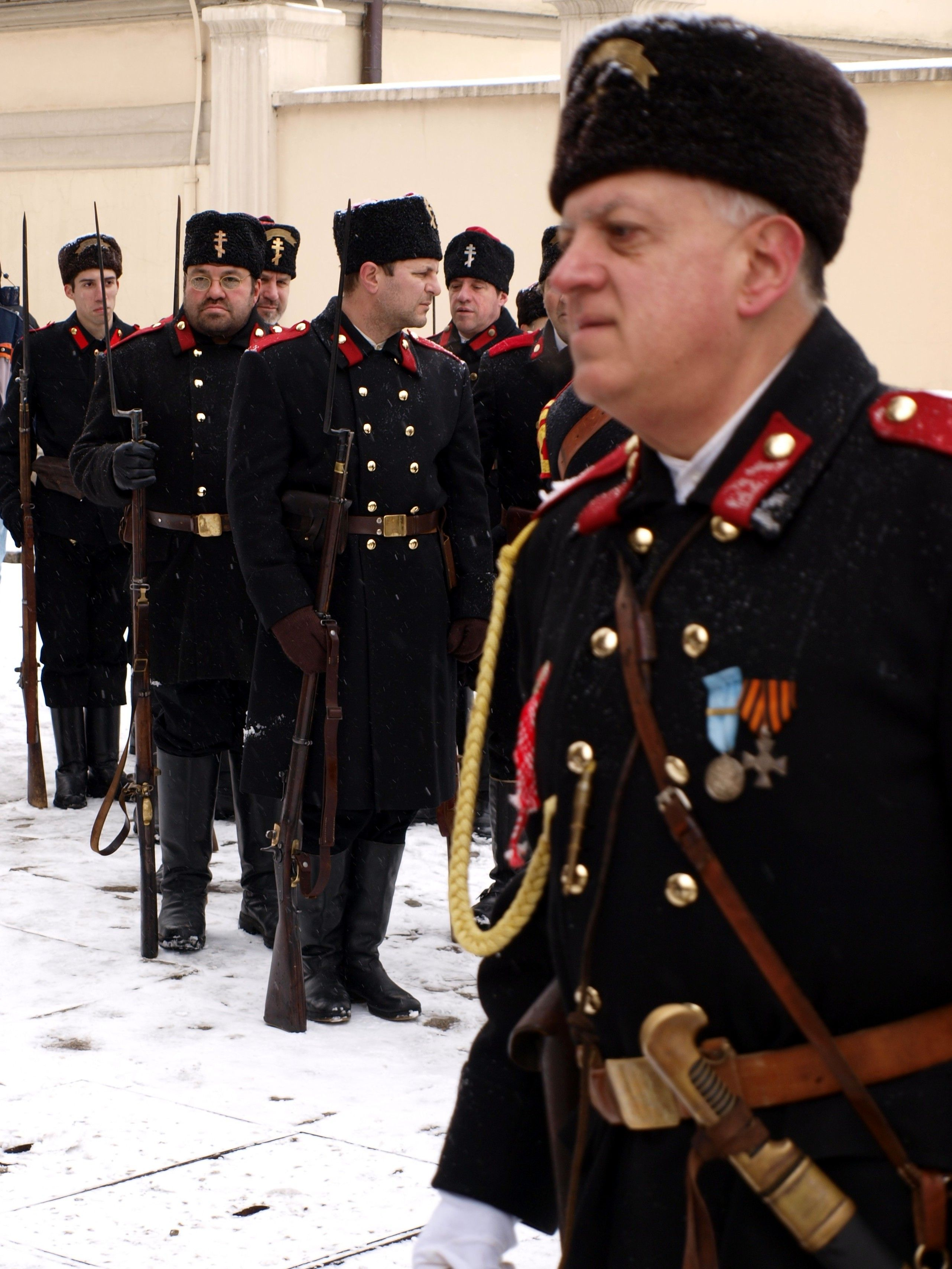
Opălčenci alla commemorazione ufficiale del 133º anniversario della liberazione della Bulgaria (ricostruzione storica)

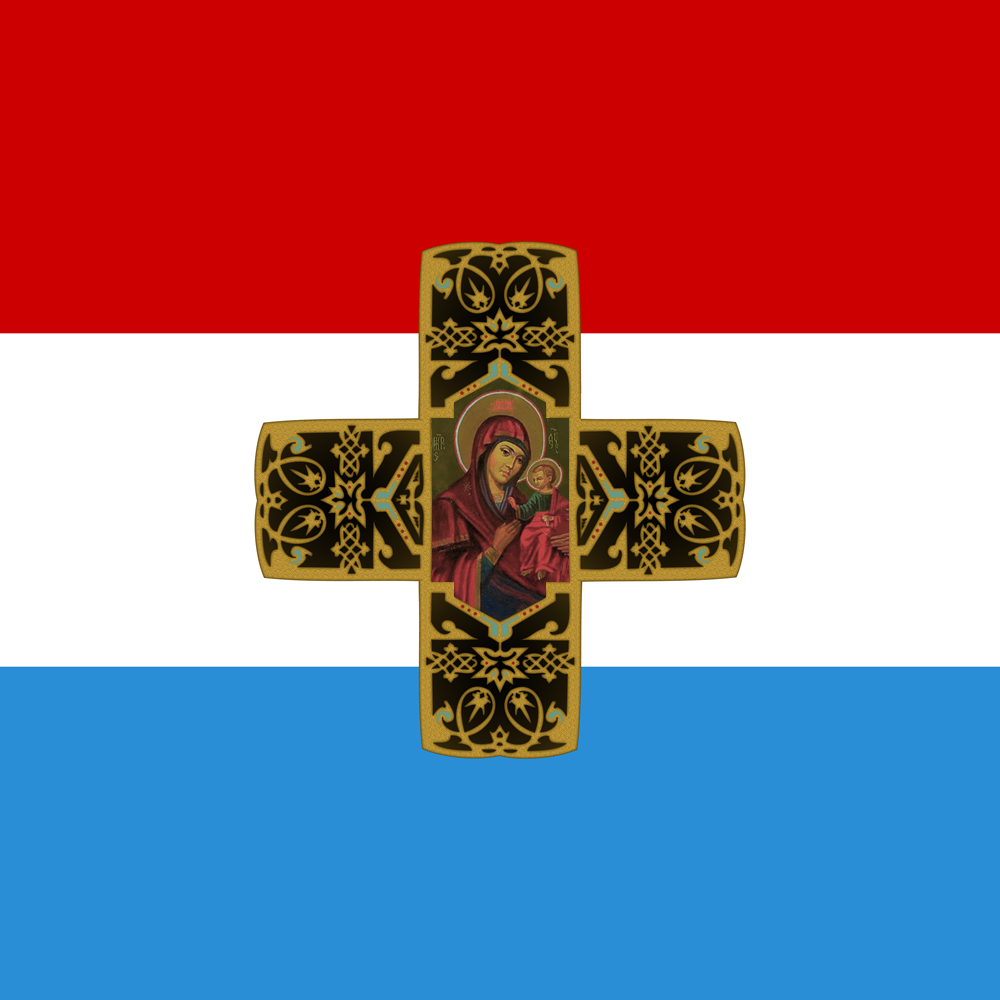
Bandiera degli opălčenci – Bandiera di Samara.

Gli Opălčenci (bulgaro: опълченци) erano un movimento di resistenza bulgaro, durante la dominazione ottomana in Bulgaria, che prese parte alla guerra serbo-turca del 1876 e alla guerra russo-turca del 1877-1878. I volontari vennero soprannominati opălčenec-pobornik (опълченец-поборник) che significa "volontario combattente".
Il movimento prese forma dopo il manifesto di Alessandro II (1855-1881) che annunciò l'entrata in guerra, i primi volontari si riunirono presso Samara, da qui prese il nome della bandiera degli opălčenci, con al centro l'immagine della madre di Gesù e Cirillo e Metodio. Gli opălčenci, comandati dal generale russo Nikolaj Grigor'evič Stoletov, parteciparono anche alle battaglie del passo di Šipka, la famosa ode di Ivan Vazov è dedicata a loro.